# ミズトラノオ属
ミズトラノオ属 (学名：Pogostemon、シノニム：エウステラリス属 Eusteralis) は、シソ科に属する植物で、湿地に分布する。別名はヒゲオシベ属。アクアリウムの世界では、この仲間の水草や似た姿をした水草は、オランダプラントと総称される。

## 種
オランダプラント（ミズネコノオ）
学名：Pogostemon stellatus
多めの炭酸ガス添加（15mg以上/リットル）、比較的強めの照明、多めの液体肥料と底床肥料を求める水草で、一般的には栽培が難しい水草のひとつとされている。調子がよいと頭頂部が赤みを帯びる。日本などに生息するミズネコノオは、オランダプラントの地域変異種といわれている。栽培はオランダプラントにほぼ準ずる。オランダプラントに比べると、黄緑色をした水草なので、「イエローオランダプラント」という別名もある。流通量は少ない。
準絶滅危惧（NT）（環境省レッドリスト）
ミズトラノオ
学名：Pogostemon yatabeanus
別名を「グリーンオランダプラント」という。栽培はやや難しく、清浄な水を好む。
絶滅危惧II類 (VU)（環境省レッドリスト）

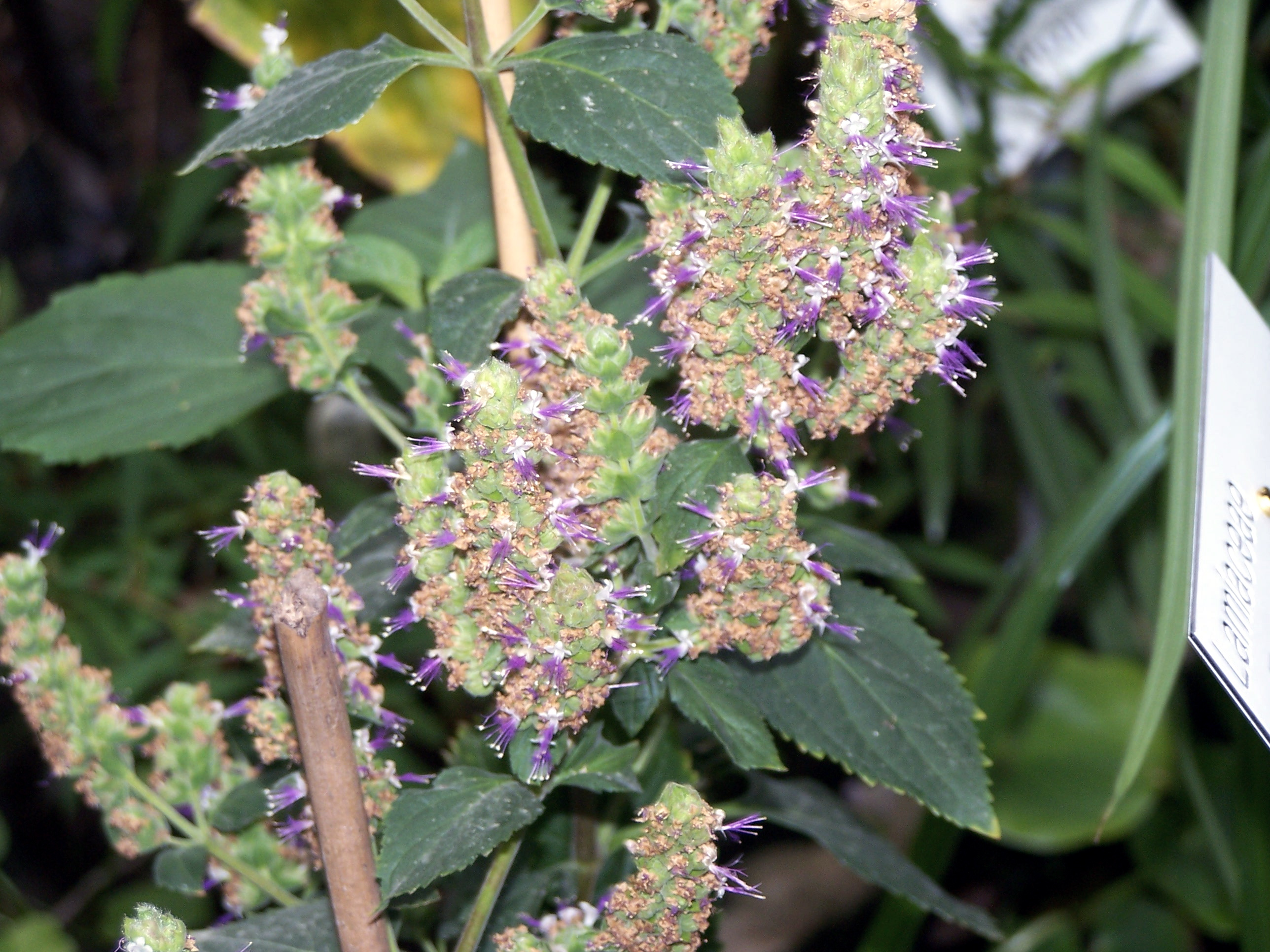
パチョリ
学名：Pogostemon cablin
インドなど熱帯地方に生育する60〜90cmの低木で、ハーブとして精油が利用される。水草ではない。
ポゴステモン・ヘルフェリー
学名：Pogostemon helferi
タイ原産、小型の種。

## 自生地での現状
アクアリウムの市場では、人工繁殖したものがしばしば取引される。しかし日本の自生地におけるヒゲオシベ属の状況は極めて厳しく、絶滅してしまった地域や、絶滅が懸念される地域が存在する。特にミズネコノオ、ミズトラノオは数が減少しており、環境省のレッドデータブックでは絶滅危惧類に指定されている。

## オランダプラントと呼ばれるがミズトラノオ属ではない種
ニュー・オランダプラント
学名：Gratiola sp.
草姿がオランダプラントの仲間に似ているために、この名前が付けられているが、オオバコ科オオアブノメ属に属する水草である。